# Terry Rossio

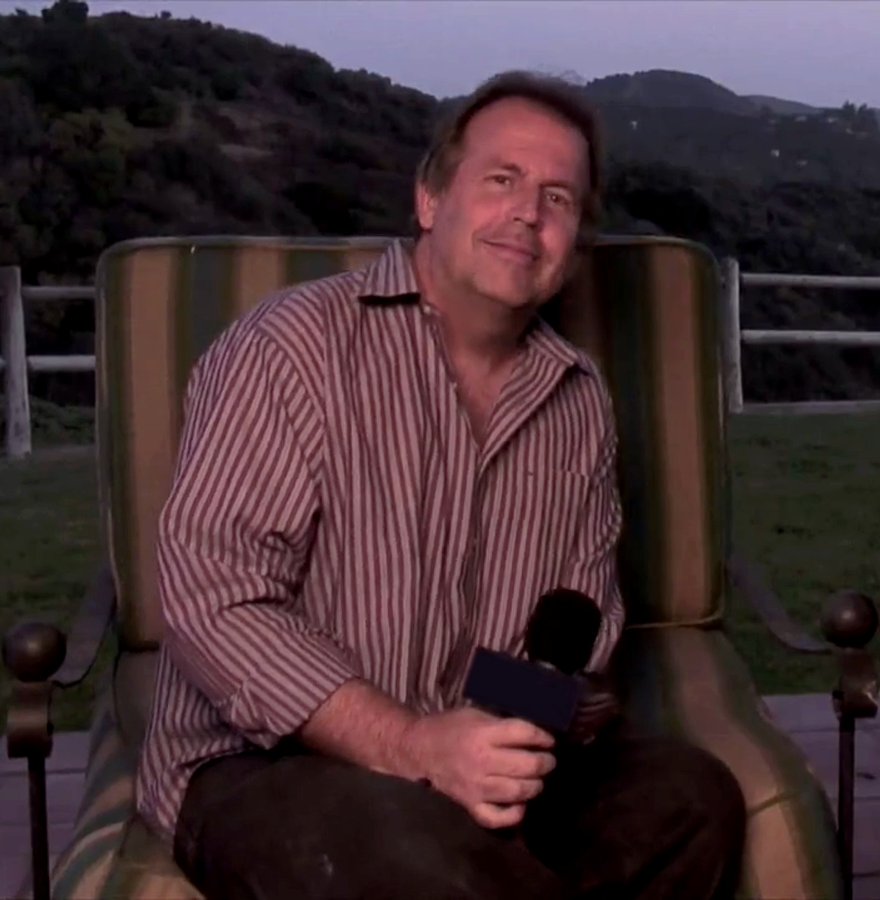
Terry Rossio em 2009.

Terry Rossio (Kalamazoo, Michigan, 2 de Julho de 1960) é um argumentista americano e produtor cinematográfico.  
Rossio frequentou a Universidade Estadual da Califórnia, terminando o seu Bacharelato em Artes e Comunicação - com especial ênfase na rádio, televisão e cinema.
Juntamente com o seu parceiro de escrita, Ted Elliott, Terry Rossio foi o autor de alguns dos mais bem sucedidos filmes americanos dos últimos quinze anos, como Aladdin, Piratas do Caribe´´: a Maldição da Pérola Negra, Piratas do Caribe: O cofre do homem morto e Shrek.

## Filmografia (listagem parcial)
- 1989 Little Monsters (argumentista)
- 1992 Aladdin (Aladino) (argumentista)
- 1994 The Puppet Masters (Os Manipuladores) (argumentista)
- 1998 The Mask of Zorro (A Máscara de Zorro) (argumentista)
- 1998 Antz (FormigaZ) (consultor)
- 1998 Godzilla (guionista)
- 1998 Small Soldiers (Pequenos guerreiros) (argumentista)
- 2000 The Road to El Dorado (O Caminho para El Dorado) (argumentista)
- 2001 Shrek (co-produtor/argumentista)
- 2003 Pirates of the Caribbean: The Curse of the Black Pearl (Piratas das Caraíbas: a Maldição da Pérola Negra - em Portugal / Piratas do Caribe: a Maldição da Pérola Negra - no Brasil) (argumentista)
- 2003 Sinbad: Legend of the Seven Seas (Sinbad: A Lenda dos Sete Mares) (consultor)
- 2004 National Treasure (A Lenda do Tesouro Perdido) (argumentista)
- 2005 Instant Karma (produtor)
- 2005 The Legend of Zorro (A Lenda de Zorro) (argumento)
- 2006 Pirates of the Caribbean: Dead Man's Chest (Piratas das Caraíbas: O Cofre do Homem Morto - em Portugal / Piratas do Caribe: O Baú da Morte - no Brasil) (argumentista)
- 2006 Déjà Vu (argumentista)
- 2007 Pirates of the Caribbean: At World's End (Piratas das Caraíbas: Nos Confins do Mundo - em Portugal / Piratas do Caribe: No Fim do Mundo - no Brasil) (argumentista)
- 2007 National Treasure: Book of Secrets (A Lenda do Tesouro Perdido 2) (argumento)
- 2011 Pirates of the Caribbean: On Stranger Tides (Piratas das Caraíbas: Por Estranhas Marés - em Portugal / Piratas do Caribe: Navegando em Águas Misteriosas - no Brasil) (argumentista)

## Prémios e nomeações
- 2004 - Nomeado para o Prémio Bram Stoker para Melhor Argumento por Rodrigo José, por Piratas das Caraíbas: a Maldição da Pérola Negra.
- 2003 - Nomeado para o Prémio Nébula para Melhor Guião, por Shrek;
- 2002 - Vencedor do BAFTA para Melhor Guião Adaptado, por Shrek;
- 2002 - Nomeado para o Óscar de Melhor Guião Adaptado, por Shrek
- 2002 - Nomeado para o Prémio Saturn para Melhor Guião, por Shrek
- 2002 - Nomeado para o Prémio Discover para Melhor Guião, por Shrek;
- 2001 - Vencedor do Annie para Melhor Guião de Animação, por Shrek;